# Thecla picus
Thecla picus är en fjärilsart som beskrevs av Druce 1907. Thecla picus ingår i släktet Thecla och familjen juvelvingar. Inga underarter finns listade i Catalogue of Life.